# Papa Felice I
Felice I (Roma, ... – Roma, 30 dicembre 274) è stato il 26º papa della Chiesa cattolica, che lo venera come santo. Fu papa dal 5 gennaio 269 al 30 dicembre 274.

## Biografia
Secondo quanto riportato nel Liber pontificalis, Felice era di nascita romana e suo padre si chiamava Costanzo.
Ascese al soglio di Pietro il 5 gennaio 269. Durante il suo pontificato decretò che si celebrasse una messa annuale sulle tombe dei martiri (Hic constituit supra memorias martyrum missas celebrare). L'autore di questa notizia evidentemente alludeva al costume di celebrare privatamente l'Eucaristia, presso le tombe dei martiri nelle cripte delle catacombe (missa ad corpus), mentre la celebrazione solenne, che aveva sempre luogo nelle basiliche costruite sulle catacombe, risale al IV secolo, epoca in cui furono edificate le grandi basiliche cimiteriali romane. Morì sotto Aureliano, il 30 dicembre 274, molto probabilmente non martire, e fu sepolto al secondo miglio della Via Aurelia, in una basilica da lui voluta (Hic fecit basilicam in via Aurelia, ubi sepultus est).

## Mistificazioni ed errori di una biografia
Tuttavia, con molta probabilità, molte di queste notizie sono false. Non risulta che Felice abbia patito il martirio, infatti, il suo nome, nel IV secolo, non fu iscritto nella Depositio martyrum (elenco dei martiri), ma nella Depositio episcoporum (elenco dei vescovi di Roma). Altra incongruenza che ricorre è quella del suo dies natalis (giorno di nascita al cielo, ovvero morte): sia il Liber Pontificalis che il Martirologio Romano riportano il 30 maggio invece del 30 dicembre. Probabilmente il compilatore del Liber Pontificalis, nel copiare la data dalla Depositio, lesse III Kal.iun. (terzo giorno prima delle calende di giugno) anziché III Kal.ian. (terzo giorno prima delle calende di gennaio). Per quanto riguarda la basilica, non ci sono certezze che Felice ne fosse l'artefice. Inoltre, come riportava la Depositio, non fu sepolto sulla via Aurelia, ma nel cimitero di Callisto sulla Via Appia. Probabilmente il papa fu confuso con un martire Felice sepolto sulla via Aurelia stessa.
Anche del decreto liturgico attribuitogli dal Liber Pontificalis non si può provare l'autenticità, probabilmente l'autore attribuì a Felice la sua paternità perché questo papa preservò l'usanza delle celebrazioni per i martiri.
Da quanto sopra esposto, quindi, si evince che le uniche notizie certe su Felice I sono quelle riportate nella Depositio episcoporum: il luogo di sepoltura e gli anni del suo pontificato.

## Felice e l'eresia
Quando Felice successe a Dionisio, pervenne a Roma il rapporto del sinodo di Antiochia, che l'anno precedente aveva deposto il vescovo locale, Paolo di Samosata, per i suoi convincimenti eretici riguardo alla dottrina della Trinità. Probabilmente Felice si occupò della questione, in ogni caso, fu sotto il suo pontificato che l'imperatore Aureliano decise di assegnare i beni immobili della chiesa di Antiochia a coloro che erano in comunione con la chiesa di Roma.

## La lettera alla chiesa di Alessandria d'Egitto
Durante il Concilio di Efeso del 431 fu data lettura di una lettera di Felice a Massimo, Patriarca di Alessandria. In questa lettera si parla delle dottrine della Trinità e dell'Incarnazione («...Crediamo che nostro Signore Gesù Cristo nato da Maria sia il VERBO, Figlio eterno di Dio, e non uomo diverso da Dio elevato da Dio stesso a questo onore. Il Figlio di Dio non ha scelto un uomo per l'incarnazione, non vi sono due persone in Cristo. Il Verbo, Dio perfetto, si è incarnato nel seno di Maria e si è fatto uomo») contro Paolo di Samosata ma, molto probabilmente, tale epistola fu scritta dagli apollinaristi in favore della loro setta.

## Culto
La sua memoria liturgica ricorre il 30 dicembre.
Dal Martirologio Romano:

## Patronati
Sono intitolate a San Felice I papa numerose chiese italiane, ed è anche patrono di diverse località:
- a Massascusa, un piccolo paese del Cilento in provincia di Salerno, è compatrono, insieme a San Martino vescovo e viene festeggiato il 30 maggio. I solenni festeggiamenti iniziano il 21 maggio, con l'intronizzazione della statua del Santo sull'artistico trono realizzato con cura e devozione da alcuni fedeli. Segue l'inizio del solenne Novenario ogni sera, con il Santo Rosario dedicato alla Vergine Maria, la Santa Messa e la preghiera della novena. La sera della vigilia, il 29, si celebrano i Primi Vespri Solenni. Il giorno della festa, il 30 maggio, viene celebrata la Santa Messa Solenne, e in questa occasione il parroco invita a concelebrare altri sacerdoti e spesso a presiedere alti prelati come per esempio il Vescovo della Diocesi, o il Vicario Generale. Nel 2012 la Santa Messa Solenne è stata presieduta dal Padre Abate di Cava de' Tirreni, S.E. Mons. Giordano Rota. La Celebrazione è animata dal coro parrocchiale "Ss. Felice e Martino".

Dopo la Santa Messa ha luogo la tradizionale processione per le vie del paese con la statua del Santo Protettore e della Beata Vergine Maria Immacolata (per concludere in modo Solenne il mese di Maggio dedicato alla Madonna). La processione si svolge con la presenza delle autorità religiose e civili, i gruppi parrocchiali, e di tutta la comunità ed è accompagnata dalla banda musicale. Durante la processione, il popolo esprime la sua devozione alla Vergine Maria e a San Felice, recitando le preghiere e intonando canti popolari. Non può mancare un ritornello (tipico delle zone limitrofe) intercalato con le preghiere, in dialetto cilentano antico, usato per chiedere una grazia particolare al Signore e scegliere come potenti intercessori la Madonna e il Santo Protettore:
"San Felice Protettore avanti a Dio stai a prià, priàllu a lu Signore ca 'nge vole salvà; priallu tu Maria, priàllo a lu Figliuolo: sta grazia ca te cerco nu la puoi mai nià". "O San Felice Protettore che preghi davanti a Dio, pregalo affinché possa salvarci; prega o Maria al tuo figlio Gesù, non negarmi questa grazia che ti cerco".